# UGC 5497
UGC 5497 – zwarta niebieska galaktyka karłowata (ang. blue compact dwarf galaxy, BCD galaxy) należąca do grupy galaktyk M81 położonej w gwiazdozbiorze Wielkiej Niedźwiedzicy.
Podobnie jak inne galaktyki tego typu UGC 5497 zawiera gromady młodych i bardzo gorących gwiazd o niebieskim kolorze.
Galaktyki tego rodzaju odgrywają rolę w modelu Lambda-CDM przewidującym istnienie i zachowanie ciemnej materii. Według tego modelu we Wszechświecie powinno istnieć o wiele więcej karłowatych galaktyk satelitarnych niż jest obecnie znanych. Kolejne odkrycia takich obiektów pomagają zmniejszyć niezgodność modelu z obserwacjami.